# 張大武
張大武（？—？），字定甫，别號毅斋，直隸保定府雄縣人，明朝政治人物。

## 生平
万历三十二年甲辰进士，为陕西富平、山东临朐两县令，晉户部主事，出守南阳府，改姑蘇丞及督理漕務。擢南京户部员外郎，以病歸。以子勲貴，封蘇松督粮道右參議。